# Agkistrodon piscivorus
Agkistrodon piscivorus là một loài rắn độc trong họ Rắn lục sinh sống ở miền đông nam Hoa Kỳ. Con trưởng thành khá lớn và có thể cắn một vết đau và nguy hiểm. Khi bị đe dọa, chúng sẽ cuộn tròn lại và nhe nanh ra. Đây là loài duy nhất thuộc họ rắn lục sống bán thủy sinh, chúng thường sống gần vực nước, ở các hồ, suối, và đầm nông và chảy chậm. Loài rắn này bơi giỏi và thậm chí có thể bơi ra biển.

## Hình ảnh

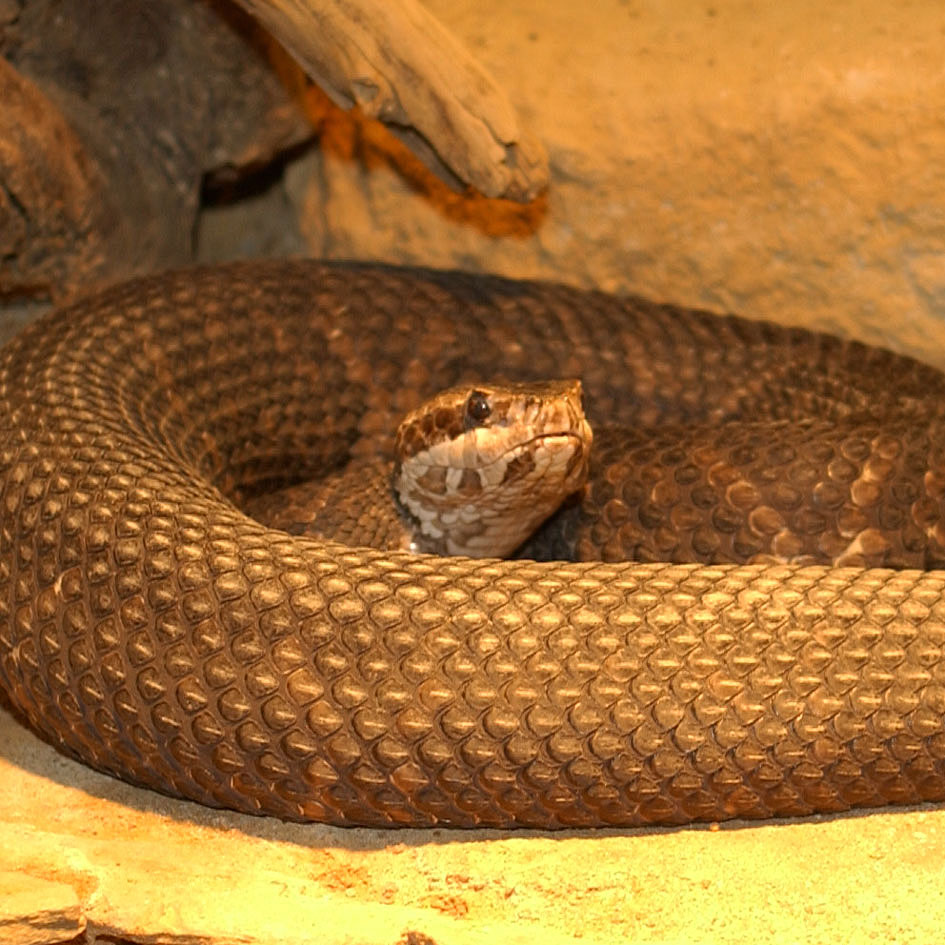
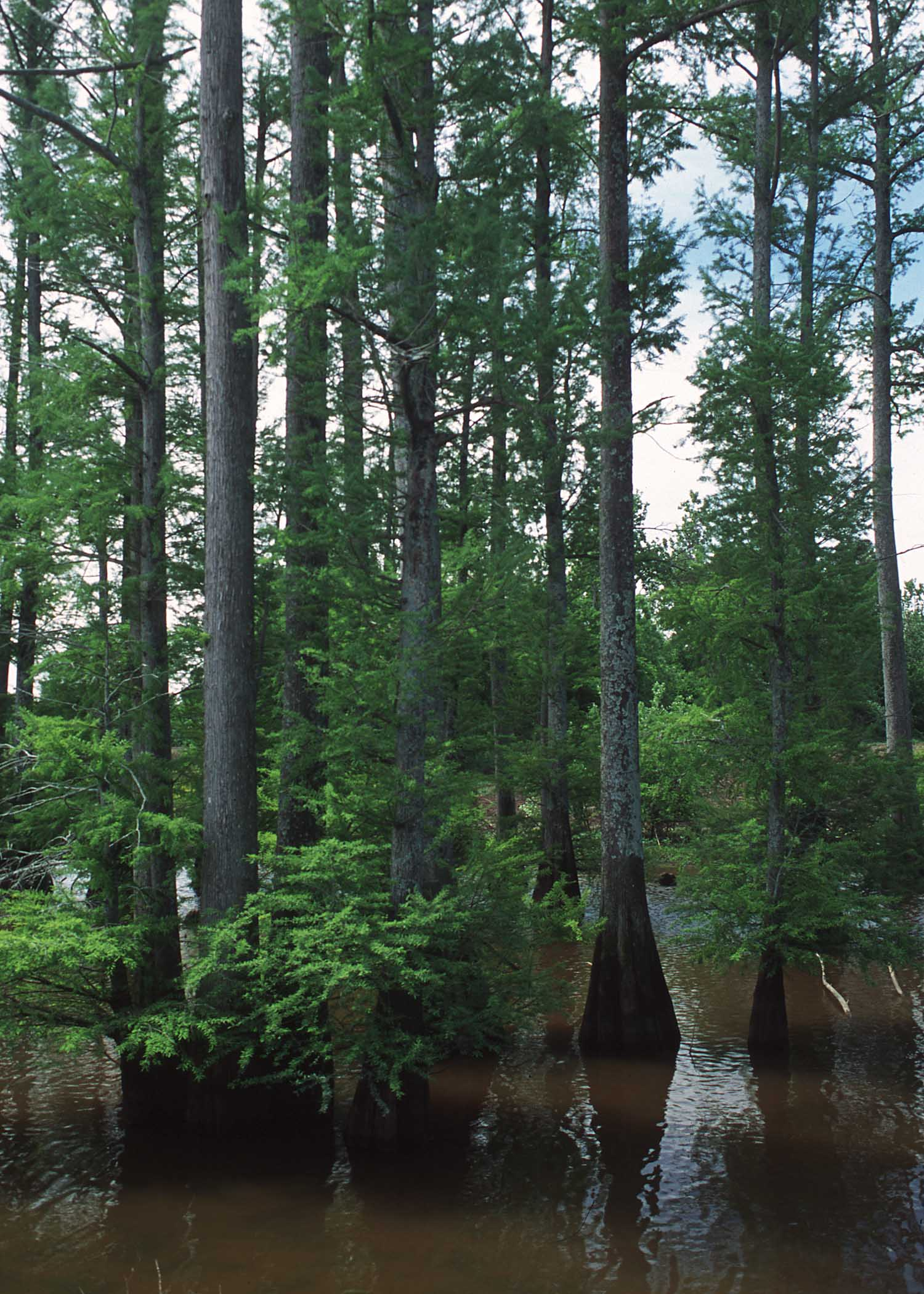
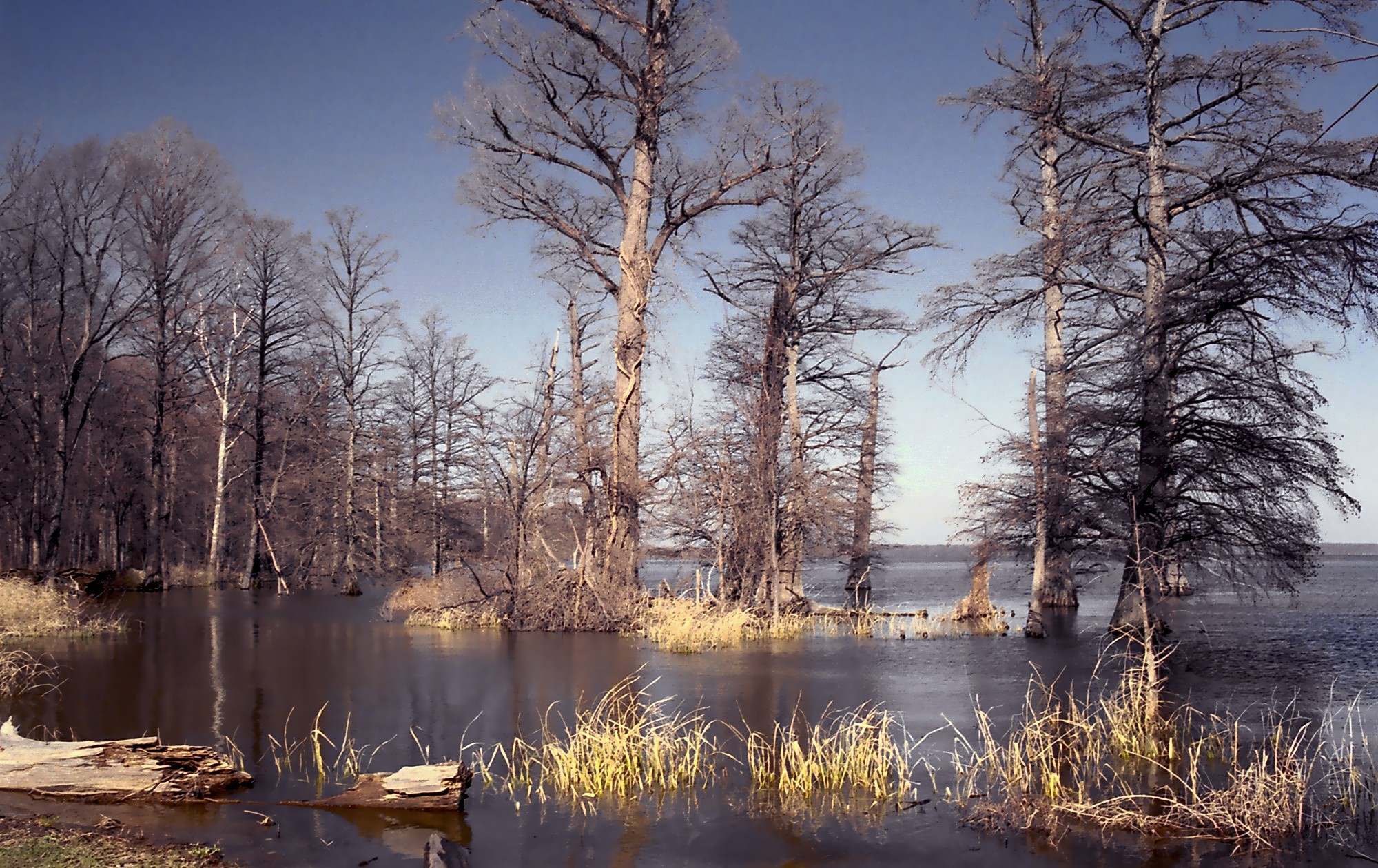
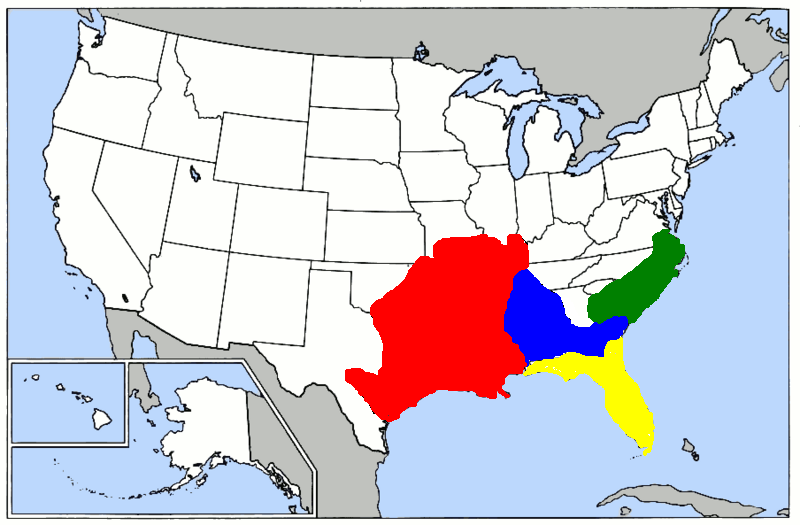
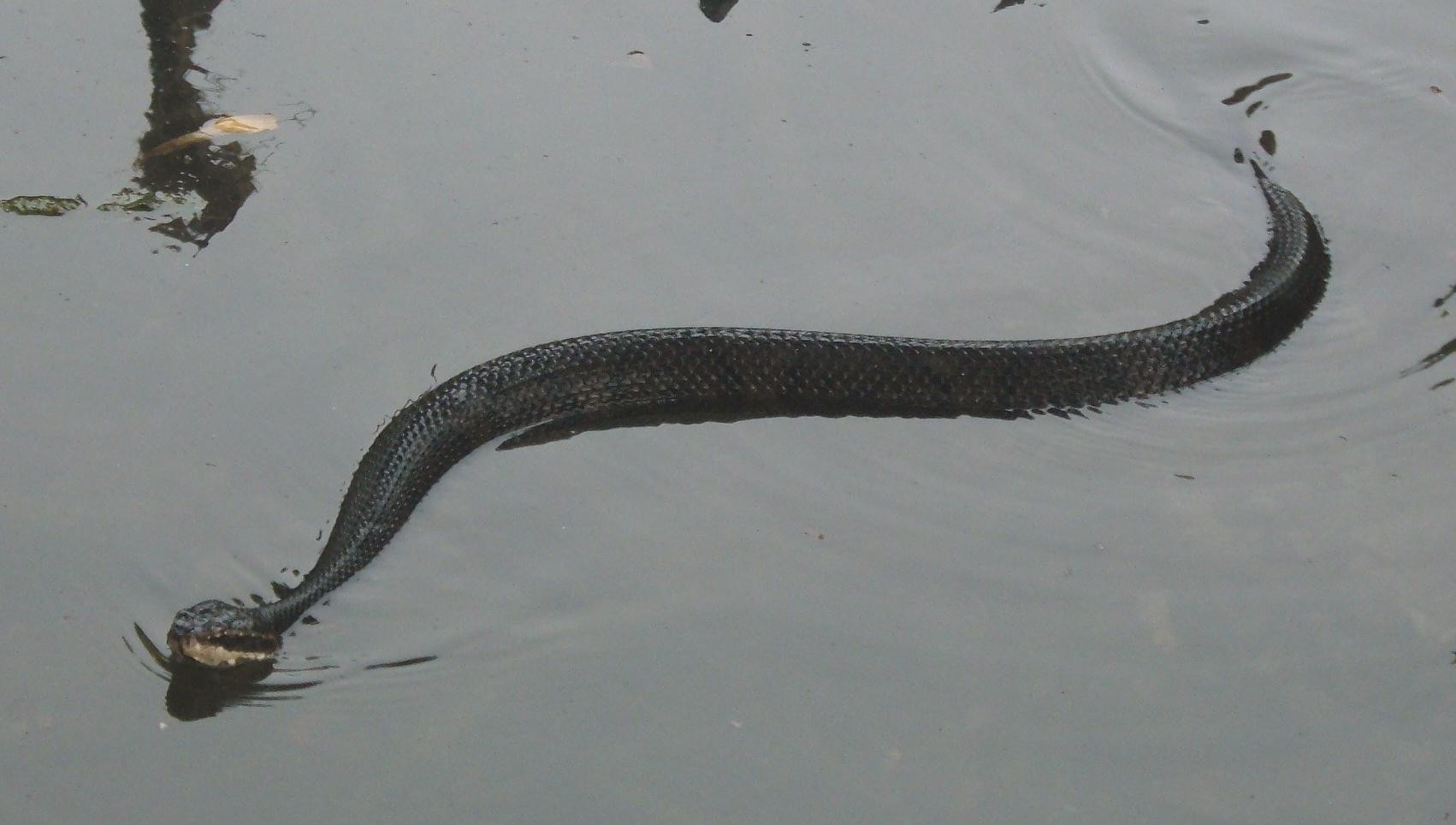
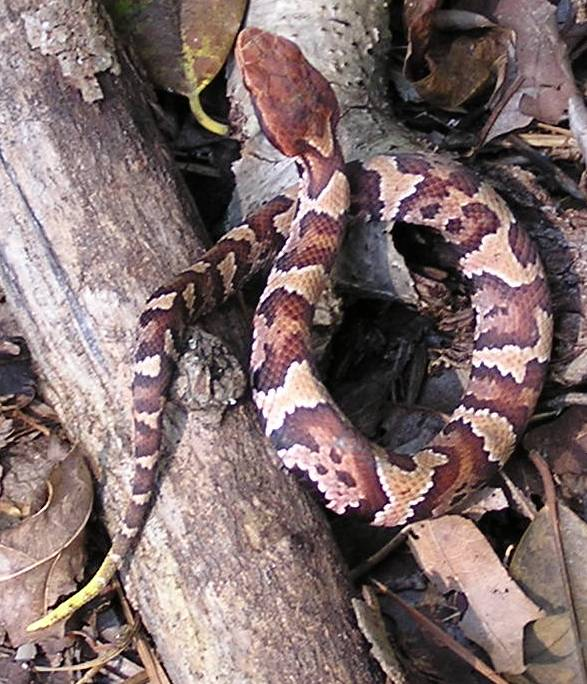
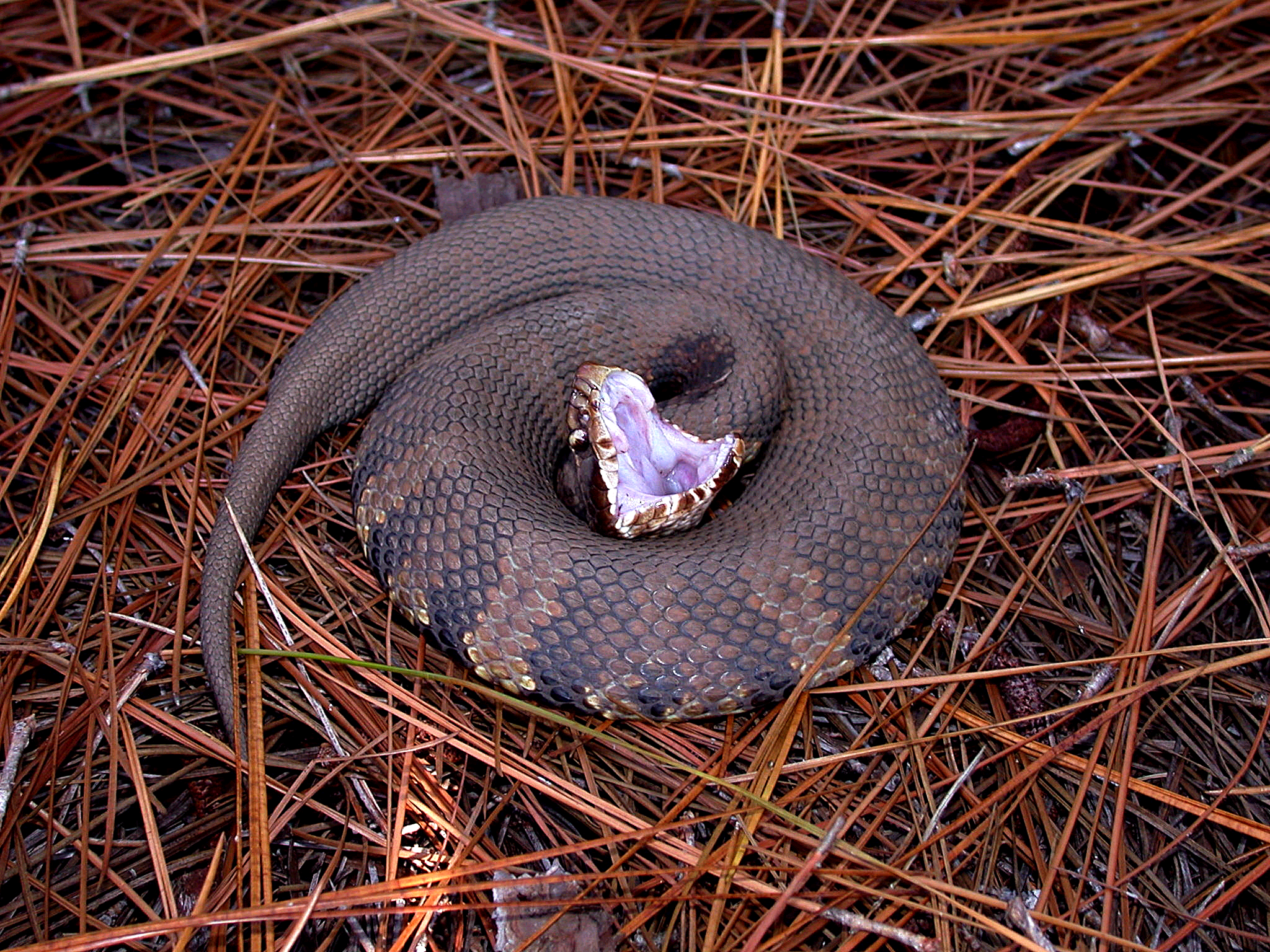